# Günter Moser (Verleger)
Günter Moser (* 19. November 1944 in Amberg) ist ein deutscher Verleger und Fotograf. 1989 bis 2010 leitete er den Buch- und Kunstverlag Oberpfalz in Amberg. Als Fotograf publiziert er vor allem Landschafts- und Naturfotografie.

## Leben und Wirken
Kindheitstage hat Günter Moser „landverschickt“ bei seiner Großmutter in Traidersdorf nahe Kötzting verbracht, wo er einfache Landwirtschaft, freie Natur und traditionelle Kultur unmittelbar erleben konnte. Die Mittelgebirge der Oberpfalz und Niederbayerns erschloss er sich wandernd, für seine Fotografie nutzte er v. a. die frühen Morgen- und beginnenden Abendstunden. Er ist ein leidenschaftlicher Wald- und Bergwanderer.
Den Beruf des Buchdruckers erlernte Günter Moser von 1958 bis 1961 bei der Amberger Zeitung. Von 1961 bis 1967 war er im selben Betrieb als Buchdruckergehilfe tätig, unterbrochen durch den 18-monatigen Wehrpflichtdienst beim Bundesgrenzschutz in Deggendorf und Nabburg. Berufsbegleitend – u. a. nachts als „Rotationer“ (Zeitungsdrucker) – besuchte er den Abend- und Samstagsunterricht an der Berufsaufbauschule in Amberg, von 1967 bis 1968 schließlich in Vollzeitunterricht. Abgeschlossen hat er mit dem Erwerb der Fachschulreife. Von 1969 bis 1970 wirkte er als Buch- und Offsetdrucker bei Ebneth & Ochmann in Amberg. Während dieser Zeit besuchte er die Meisterschule in Regensburg. Am 25. April 1970 legte er die Meisterprüfung im Buchdruckerhandwerk ab.
Ab 1971 war Moser wieder bei der Amberger Zeitung beschäftigt, nun als Druckereifaktor (Abteilungsleiter), verantwortlich für die Akzidenzabteilung, der auch die Buchherstellung zugeordnet war. Nachdem 1989 in einem Neubau in Amberg die Akzidenzabteilungen des Neuen Tags (Weiden) und der Amberger Zeitung zusammengelegt wurden, wurde er 1991 mit deren Leitung beauftragt, die er bis 1996 ausübte. Für die Amberger Zeitung war Günter Moser 1967–1968 freiberuflich als Urlaubsvertretung des Pressefotografen tätig. Für touristische Prospekte und Bücher zur Regionalkultur der Oberpfalz hat er zunächst in Kleinbild, dann in Mittelformat fotografiert. Nach der Gründung des Buchverlags hat der zunächst in analoger, dann digitaler Fotografie den Autoren des Verlags zugearbeitet.
Günter Moser ist weiterhin in seiner Heimat als Reisefotograf unterwegs. Er publiziert in der Zeitung „Der neue Tag“ und im „Oberpfälzer Heimatspiegel“ (Fotos und Text), jährlich erscheint ein regionaler Fotokalender mit seinen Landschaftsmotiven.
1989 erfolgte die Gründung des Buch- und Kunstverlags Oberpfalz. Bis dahin waren Bücher unter der Firma Vereinigte Oberpfälzische Druckereien und Verlagsanstalt GmbH publiziert worden. Günter Moser übernahm die verlegerische Leitung. Dem Buch- und Kunstverlag hat Moser mit regional ausgerichteten Bildbänden im Themenbereich Kultur und Natur eine starke Marktstellung erschlossen. Publikationen hat er u. a. für den Nationalpark Bayerischer Wald, die Freilichtmuseen Finsterau in Niederbayern und Neusath in der Oberpfalz und mehrfach für den Bund Naturschutz und seine Autoren betreut. Günter Moser hat mehrere Reihen eröffnet, u. a. eine Naturreihe, deren erster Titel 1991 „Lindenzeit“ und deren Höhepunkt in Zusammenarbeit mit Karl Friedrich Sinner 2006 der Band „Waldwildnis grenzenlos – Nationalpark Bayerischer Wald“ wurde. Es folgten 2008 noch „Heimat Donau – Natur und Kultur am Strom“ und 2012 „Der Luchs – die Rückkehr der Pinselohren“. 1996 hat er die Reihe Bayerische Städte und Landschaften begründet, für die er Harald Grill und Bernhard Setzwein als Autoren gewinnen konnte. Der erste Band war 1996 „Oberpfälzer Wald – Stilles Land an der Grenze“, es folgten u. a. 1997 „Bayerischer Wald – Waldbuckelwelten“, 1999 „Das Stiftland – Land der tausend Teiche“ und 2005 „Marktredwitz – Brücke zwischen Ost und West“. Viele Fotografien für den Hochglanzdruck hat Günter Moser beigetragen.
Aus seiner Initiative geht auch eine Reihe von Bildbänden ländlicher historischer Fotografien hervor, u. a. 2002 „Woaßt as no? Fotografische Erinnerungen aus der Oberpfalz“ von Ralf Heimrath und Birgit Angerer, außerdem 2003 „Schee is gwen, owa hirt. Alte Bilder aus dem Bayerischen Wald“ von Martin Ortmeier. Ausstellungen mit eigenen Werken (außerdem Fotografien von Konrad Jäger) hat Günter Moser an mehr als 20 Orten in Niederbayern und der Oberpfalz organisiert, u. a. 2007 im Oberpfälzer Handwerksmuseum Rötz-Hillstett, 2008 im Freilichtmuseum Finsterau, 2012 in Amberg und 2017 beim Arbeitskreis Heimat und Kultur Schnaittenbach.

## Veröffentlichungen (Auswahl)

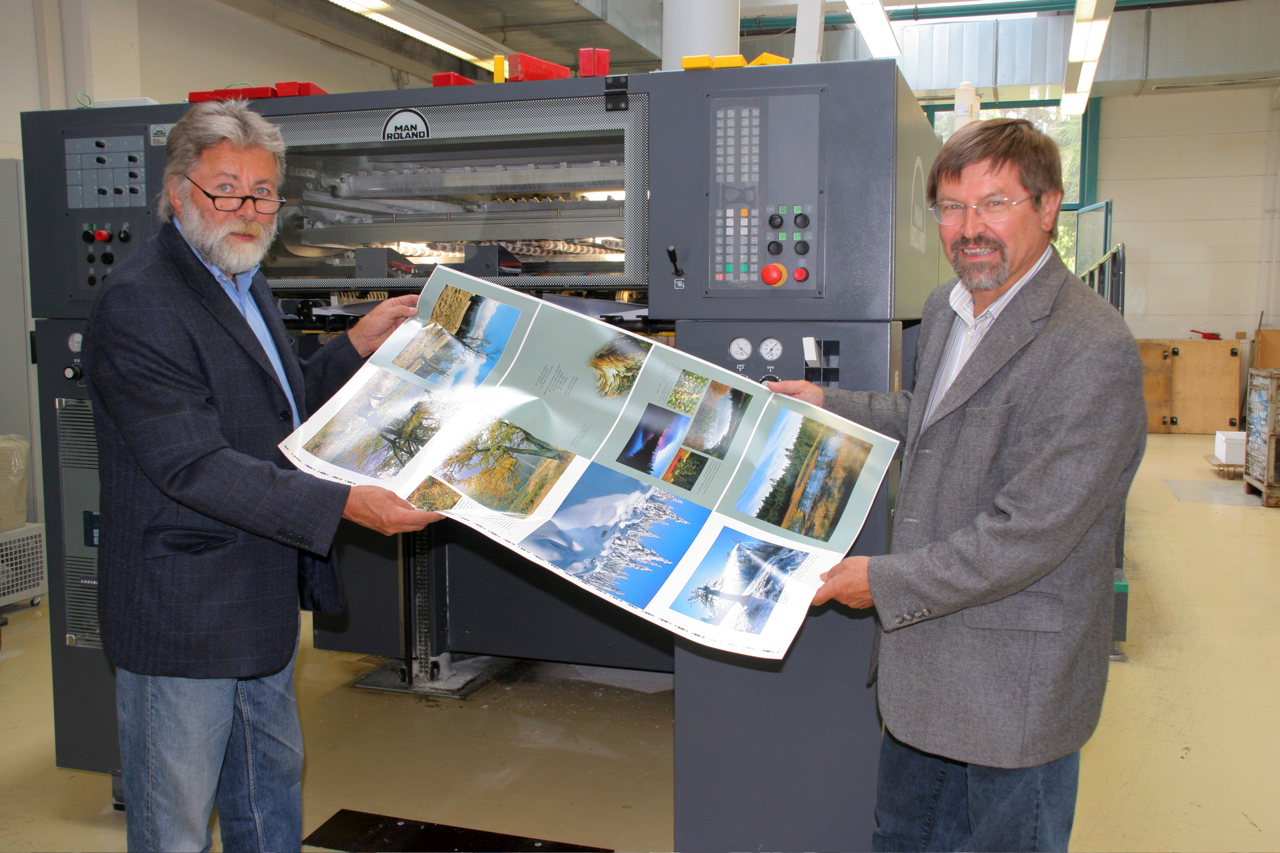
Andruck des Buchs „Waldwildnis grenzenlos“ mit Karl Friedrich Sinner, Leiter des Nationalparks Bayerischer Wald (Foto: Markus Altendorff, 2006)

- František Fabian, Josef Hruby, Bernhard Setzwein (Hrsg.; Redaktion Günter Moser): Zwischen Radbuza und Regen. Ein bayrisch-böhmisches Lesebuch. Buch- und Kunstverlag Oberpfalz, Amberg 1993, ISBN 3-924350-32-9.
- Harald Grill, Konrad Jäger, Günter Moser: Bayerischer Wald – Waldbuckelwelten. Buch- und Kunstverlag Oberpfalz, Amberg 1997, ISBN 3-924350-64-7 (2. Auflage 2022, ISBN 978-3-935719-11-7)
- Bernhard Setzwein, Günter Moser: Land der tausend Teiche – Das Stiftland. Buch- und Kunstverlag Oberpfalz, Amberg 1999, ISBN 3-924350-74-4.
- Karl Friedrich Sinner und Günter Moser (Fotos): Waldwildnis grenzenlos – Nationalpark Bayerischer Wald. Buch- und Kunstverlag Oberpfalz, Amberg 2006, ISBN 3-935719-37-X.
- Mathias Conrad, Günter Moser, Bernhard Setzwein: Oberpfälzer Burgen – Eine Reise zu den Zeugen der Vergangenheit. Buch- und Kunstverlag Oberpfalz, Amberg 2004, ISBN 3-935719-25-6 (2. Auflage. Regenstauf 2009, ISBN 978-3-935719-54-4)
- Bettina Kraus, Günter Moser (Fotos): Kreuz, Birnbaum und Hollerstauern – Oberpfälzer Bauerngärten und ihre Geschichte. Buch- und Kunstverlag Oberpfalz, Amberg 2012, ISBN 978-3-935719-81-0.
- Bernhard Setzwein, Günter Moser: Im Arberland – Rund um den König des Bayerwaldes. Buch- und Kunstverlag Oberpfalz, Amberg 2012, ISBN 978-3-935719-75-9.
- Bernhard Setzwein, Günter Moser: Die Oberpfalz – Weites Land, weite Blicke. 2. Auflage. Buch- und Kunstverlag Oberpfalz, Amberg 2012, ISBN 978-3-935719-88-9.
- Bernhard Setzwein, Günter Moser: Heilige Berge – Heilige Quellen. Wallfahrtsstätten in der Oberpfalz. Buch- und Kunstverlag Oberpfalz, Amberg 2013, ISBN 978-3-935719-96-4.